# Neolimnia striata
Neolimnia striata är en tvåvingeart som först beskrevs av Frederick Wollaston Hutton 1904.  Neolimnia striata ingår i släktet Neolimnia och familjen kärrflugor.
Artens utbredningsområde är Chathamöarna. Inga underarter finns listade i Catalogue of Life.